# Immenstadt
Immenstadt, oficialmente Immenstadt im Allgäu, é uma cidade da Alemanha localizada no distrito de Oberallgäu, no estado de Baviera.